# 王觉非
王觉非（1923年6月—2010年），男，河南林县人，中国历史学家，曾任南京大学历史系教授、博士生导师。